# Singular

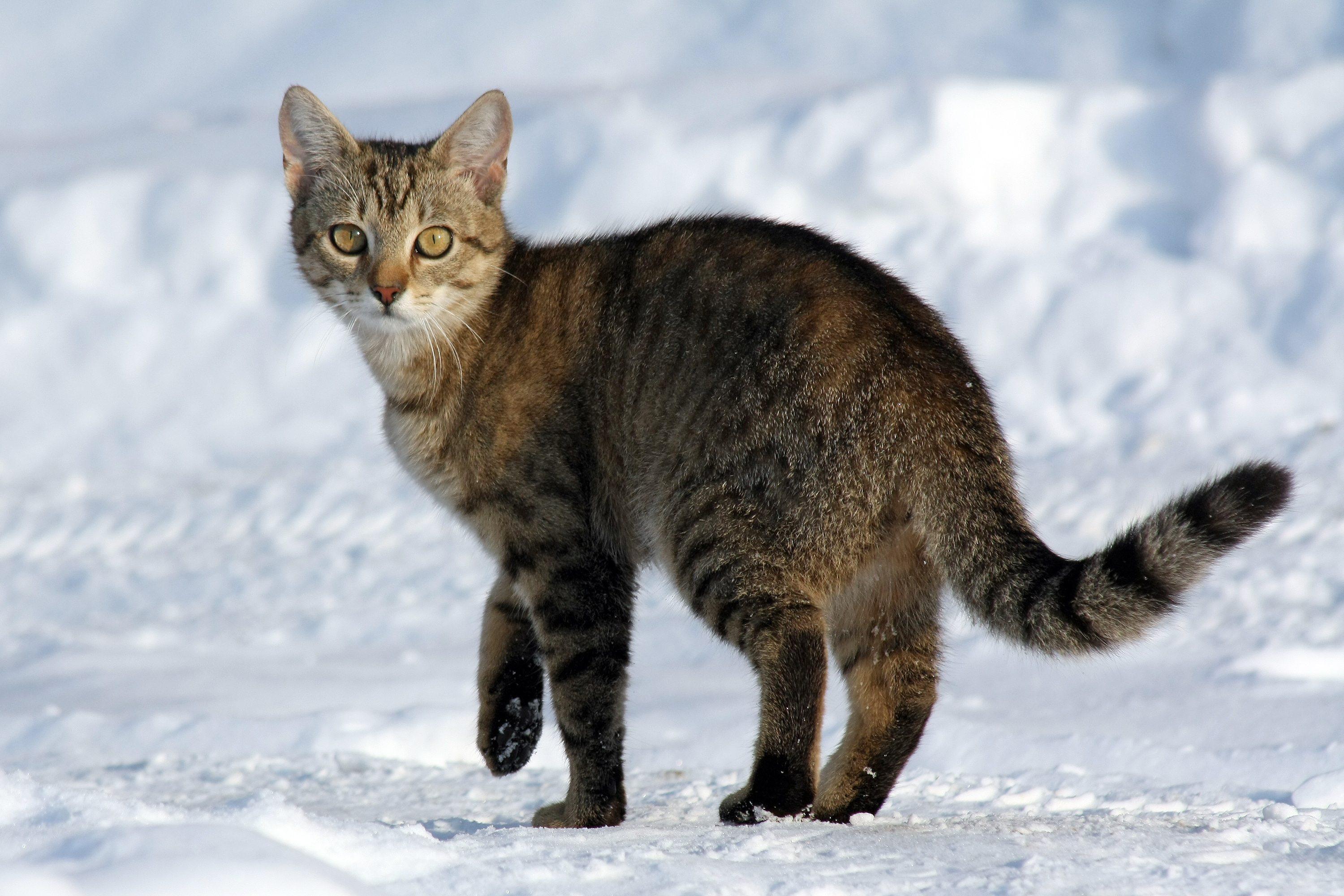
Un gato es un singular porque solamente se menciona a un animal

En morfología lingüística, el singular es la variante del número que indica un solo elemento del referente de una palabra o expresión. Contrasta con el plural y a veces con el dual u otras variantes del número gramatical.

## Morfología del singular
En las lenguas del mundo lo más frecuente es que el singular no tenga una marca explícita y el plural se marque mediante un morfema adicional. Por ejemplo, en castellano el morfema que indica singular es el llamado morfema nulo, Ø, que no corresponde con ningún sonido o grafía:
la-Ø casa-Ø (singular)
la-s casa-s (plural)
En muchos idiomas, como el inglés, prácticamente ocurre lo mismo. Sin embargo no en todas las lenguas el morfema de singular es nulo: en ruso, por ejemplo, el morfema para nominativo singular del género femenino es normalmente -a, o la versión palatalizada, -я.
En otras lenguas como el indonesio, el singular corresponde con la palabra sin modificar, y el plural consiste en la palabra repetida. Así, del plural orang-orang (hombres) hay el singular orang. 
Se conocen las siguientes formas de marcaje del plural:
- Mediante un morfema añadido (lenguas romances, lenguas germánicas).
- Mediante alternancia de la palabra (como los plurales irregulares del inglés:tooth/teeth 'diente/es', foot/feet 'pie/es').
- Mediante duplicación total de la palabra (Idioma indonesio) o mediante duplicación parcial (lenguas utoaztecas).

- Datos: Q110786